# Daniel Stensland
Daniel Stensland (Fauske, 24 settembre 1989) è un ex calciatore norvegese, di ruolo centrocampista.

## Carriera

### Club
Stensland giocò con la maglia del Fauske/Sprint, prima di passare al Bodø/Glimt. Con questa squadra, debuttò nella Tippeligaen il 27 aprile 2009, sostituendo Akwasi Oduro nella sconfitta per 2-0 contro il Brann. Il 21 giugno dello stesso anno, segnò la prima rete, nel pareggio per 1-1 contro il Lillestrøm. A fine stagione, la squadra retrocesse in Adeccoligaen, ma Stensland rimase in squadra. Il 31 agosto 2012, si trasferì al Levanger.